# ديك نيكولز
ديك نيكولز هو مصرفي وسياسي أمريكي، ولد في 29 أبريل 1926 في فورت سكوت في الولايات المتحدة، وتوفي في 8 مارس 2019 في ماكفرسون في الولايات المتحدة بسبب فشل تنفسي. نشط حزبياً في الحزب الجمهوري. في انتخابات مجلس النواب الأمريكي 1990 ‏، انتخب عضو مجلس النواب الأمريكي عن دائرة Kansas's 5th congressional district ‏ وقد انضم خلال فترته النيابية ‏ (3 يناير 1991 – 3 يناير 1993) للكتلة البرلمانية الحزب الجمهوري وانتخب عضو مجلس النواب الأمريكي.